# Денисовский (Пролетарский район)
Денисовский — исчезнувший хутор в Ростовской области (до начала 1920-х — станица Денисовская). Находился в балке Баглай (сейчас известна как — балка Потапова) в левобережье реки Сал, на границе современных Пролетарского, Мартыновского и Орловского районов Ростовской области.

## История
Станица Денисовская образована в 1877 году из Балтуковской сотни (Богшрахинский аймак). Названа по имени атамана Войска Донского А. Денисова. Название Богшрахинский аймак (калм. Богшурһахна әәмг) связывают с именем Богшурга (по-калмыцки - воробей, второе имя), в исторической летописи больше известен как Баахан-тайша, который в числе первых нойонов (князей), пришёл на Дон со своим улусом, вместе с младшим братом Баатуром. Среди донских калмыков сохранилось предание, что предками их были не волжские калмыки, а представители особой группы выходцев из Джунгарии, ничего общего не имевшей с торгутами Хо-Урлюка и выделившейся из общей ойратской массы гораздо позднее. Под предводительством двух братьев, тайшей Батура и Баахана, эта группа, не задерживаясь у Волги, будто бы проследовала на реку Донец, по-калмыцки Бузын, и расположилась кочевьями на первое время в урочище Экджы-Хойр. Согласно данным первой Всероссийской переписи населения в 1897 году в станице Денисовской проживало 520 душ мужского и 522 женского пола. В станичный юрт также входило 6 хуторов (Атаманский, Батлаевский, Каменский, Лиманский, Николаевский, Эльмотянский) и 8 временных поселений. Всего в юрте станицы проживало около 8 000 человек
К 1915 году в станице проживало уже 1400 жителей, имелось два хурула, действовали мужское и женское училища
В годы Гражданской войны часть населения эмигрировала, хозяйство пришло в упадок, население обнищало. В 1923—1925 годы было решено переселить донских калмыков в Большедербетовский улус Калмыцкой автономной области. Из Денисовской станицы переселились в 1923 году — 120 человек, 1924—438 человек, 1925 г. — 183 человека, всего 741
человек. На новом месте богшрахинцы образовали два населенных пункта: хутора Денисовка и Борна, которые при разделении Большедербетовского улуса в 1938 году на два района, отошли к Яшалтинскому району. Оставшиеся богшрахинцы в большинстве селились в основном на хуторе Николаевский (калм. Салын күүтр), переименованном позднее в станицу Новониколаевская.
Согласно первой Всесоюзной переписи населения 1926 года население хутора Денисовского составило 539 человек, из них калмыков — 52 человека.
Тем не менее, в 1932 году Денисовский сельсовет был включён в состав Калмыцкого района Северо-Кавказского края (с 1934 года — Азово-Черноморского края, с 1937 года — Ростовской области). В марте 1944 года калмыцкое население Ростовской области было депортировано. Из хутора Денисовский было выселено в Сибирь 18 семей, всего 78 человек.
В марте 1944 года в связи с ликвидацией Калмыцкого района Денисовский сельсовет был включён в состав Пролетарского района Ростовской области. В июне 1958 года Денисовский сельсовет был ликвидирован, территория включена в состав Ковриновского сельсовета.
Исключен из учётных данных в 1981 году.

## Население
Динамика численности населения
| 1897 | 1915 | 1926 |
| ---- | ---- | ---- |
| 1042 | 1400 | 539  |

## Известные жители и уроженцы
- Менько Борманжинов — Лама донских калмыков, просветитель, меценат.
- Лувсан-Шарап Тёпкин — монголовед, шаджин-лама калмыцкого народа (1928—1931 годах.)
- Василий Алексеевич Хомутников — полковник Рабоче-крестьянской Красной Армии, участник Первой мировой, Гражданской и Великой Отечественной войн, командир 110-й отдельной Калмыцкой кавалерийской дивизии, Краснознамёнец (1921).
- Гавриил Тепкин — участник Гражданской войны, полковник, командир 80-го Зюнгарского Калмыцкого конного полка.
- Михаил Онгульдушев — участник Великой Отечественной войны, гвардии лейтенант, командир 110-й отдельной Калмыцкой кавалерийской дивизии во время её формирования, командир пулемётного взвода 36-й гвардейской кавалерийской Кубанский казачий Барановичский Краснознамённый орденов Суворова и Александра Невского полк, 4-го гвардейского Кубанского казачьего кавалерийского корпуса, 10-й гвардейской Краснознамённой казачьей кавалерийской дивизии.